# Figub Brazlevič
Figub Brazlevič (* 9. Februar 1983 in Tübingen; bürgerlich Mario Radzom) ist ein deutscher Hip-Hop-Produzent, Konzertveranstalter (East-West Sessions) und einer der Gründer des Musiklabels Krekpek Records.

## Leben

### Musikalischer Werdegang
Brazlevičs Vater stammt aus Bosnien (ehem. Jugoslawien), seine Mutter aus Deutschland. Er wurde im Universitätsklinikum Tübingen geboren und verbrachte einen Großteil seiner Kindheit und Jugend in Tuttlingen. Brazlevič begeisterte sich bereits in seiner Jugend für die Hip-Hop-Subkultur und war Teil der lokalen Graffiti- und Skateboarding-Szene. Er begann im frühen Teenager-Alter mit der Musikproduktion, zunächst im Bereich der elektronischen Musik, später widmete er sich unter dem Pseudonym Naturtalent der Produktion von Hip-Hop-Instrumentals.
2012 veröffentlichte Brazlevič sein Debütalbum Oldschool Future über das Mainzer Independent-Label Sichtexot. Ab 2012 begann er, vermehrt als Beatproduzent für Rapper zu arbeiten, so produzierte er beispielsweise das Instrumental für das Lied Schon wieder Sonntag von SSIO. Im Mai 2014 veröffentlichte er mit Ersatzverkehr ein Remixalbum über Showdown Records. Auf dem Album wurden bereits vorher veröffentlichte Songs und Parts verschiedener Rapper von Brazlevič geremixt und mit einem neuen Instrumental versehen. Beteiligt waren insgesamt 24 Rapper, darunter Fatoni, Döll und Schwesta Ewa.
Im Oktober 2016 veröffentlichte er das Kollabo-Album Khazraje gemeinsam mit MC Rene. 2017 produzierte er für Kollegah das gesamte Golden Era Tourtape, welches zusammen mit dem Best-of-Album Legacy erschien. Am 3. Januar 2020 veröffentlichte er das Instrumental-Album Kaseta De Ouf über das Label Vinyl Digital.
Brazlevič war gemeinsam mit Teknical Development und JuJu Rogers Teil der Gruppe Man of Booom, die von 2012 bis 2014 aktiv war, zudem war er Teil des Kollektivs MoonTroop. Zusammen mit seinem Bruder Siegfried Jackson (bürgerlich Marc-Oscar Radzom) gründete er 2020 die Band Sons Of Hadzi.

### Weitere Aktivitäten
2012 rief er gemeinsam mit Benne Basquiat die monatliche stattfindende Veranstaltungsreihe East-West Sessions in Berlin ins Leben, eine Jamsession mit Live-Musikern und DJ-Elementen. In Zusammenarbeit mit HHV.de wurden in unregelmäßigen Abständen speziell für die Veranstaltungsreihe 7"-Single-Schallplatten in limitierter Auflage veröffentlicht, auf denen Tracks der beteiligten Musiker enthalten sind.
Ende 2015 gründete Brazlevič gemeinsam mit Benne Basquiat sein eigenes Label Krekpek Records, das bereits seit 2010 als Musikkollektiv bestand. Krekpek Records gehört mittlerweile zur Krekpek GmbH, die ihren Firmenhauptsitz in Frauenfeld in der Schweiz hat.

## Stil
Figub Brazlevič produziert Musik, die im Hip-Hop-Genre angesiedelt ist. Der in der „Goldenen Ära des Hip-Hop“ aufgewachsene Produzent wird durch Einflüsse aus anderen Musikgenres inspiriert und verwendet Samples verschiedener Musikrichtungen wie Jazz, Funk, Soul, aber auch Synthesizer und andere musikalische Elemente finden sich in seinen Stücken. Das Mixing & Mastering ein wichtiger Teil seines Schaffens, er selbst bezeichnet sich gerne als Sounddesigner. Neben eigenen Instrumental-Produktionen arbeitet Figub Brazlevič auch kollaborativ mit anderen Musikproduzenten und Rappern zusammen.

## Diskographie

### Solo-Veröffentlichungen
- 2007: Unbeatable Vol. 1 (Mixtape, als Naturtalent)
- 2011: Mjesec (EP, als Naturtalent)
- 2012: Oldschool Future (Album) - Sichtexot
- 2014: Ersatzverkehr + Instrumentals (Album) - Showdown Records
- 2014: Keats Vol.1 - Moabit (Album) - HHV
- 2014: Train Yards (EP) - Vinyl Digital
- 2015: Expedition Vol.1 - From Ghettos To Galaxies (Album) - Vinyl Digital
- 2017: 4x4 Palestine Jeep Beats (EP) - Vinyl Digital, Krekpek Records
- 2020: Kaseta De Ouf (Album) - Vinyl Digital, Krekpek Records
- 2020: Expedition 100, Vol.1: Figub Hadzi-Jusuf (Album) - Vinyl Digital
- 2021: 90 (EP) - Krekpek Records
- 2022: 4x4 Ghetto Skate Beats (EP) - Krekpek Records

### Kollaborationsalben
- 2013: Back To The Booom + Booomstrumentals (als Teil von Man of Booom) - Sichtexot
- 2015: The Everyday Headnod (mit Teknical Development.IS) - Vinyl Digital
- 2016: Khazraje + Instrumentals (mit MC Rene) - Peripherique Records[11]
- 2016: Ego & Soul (mit Christmaz) - Vinyl Digital, Krekpek Records
- 2017: S01E01 - (mit John Known) - Krekpek Records, Bamboo Management
- 2018: Strictly 4 All + Instrumentals (mit Teknical Development.IS) - Vinyl Digital, Krekpek Records
- 2019: Slice Of Paradise (mit Klaus Layer) - Ear-sight, Krekpek Records
- 2019: Analog Slang (mit Alphonzo) - Vinyl Digital
- 2022: Correspondance (mit Parental) - Krekpek Records, Akromégalie Records
- 2023: Live Life And Tell Stories (mit John Robinson) - Krekpek Records
- 2023: Untergrund Platin (mit Heliocopta) - NewDEF, Krekpek Records
- 2023: 777 (mit Raz Fresco) - Krekpek Records
- 2024: Métro-Bahn (mit Parental) - Krekpek Records
- 2024: Transrapid (mit Galv) - Krekpek Records

### Produzierte Songs (Auswahl)
- 2012: Celo & Abdi - Über Wasser Halten Remix - Juice Exclusive
- 2012: Olexesh - 385i (aus Authentic Athletic) - 385idéal
- 2013: SSIO - Schon Wieder Sonntag (aus BB.U.M.SS.N.) - Alles Oder Nix Records
- 2013: Chefket - Geld Ist Nicht Alles und Was Ich Bin (aus Guter Tag)
- 2014: Der Plusmacher - Kodex feat. Olexesh und Königsmische feat. Omik K (aus FSW // Freieschwarzmarktwirtschaft)[12]
- 2014: Sylabil Spill - Mundwasser (Figub Brazlevič Remix) - Vinyl Digital
- 2015: Der Plusmacher - Schuhkarton (aus Die Ernte) - Kopfticker Records
- 2017: Kollegah - Golden Era Tourtape (alle Tracks des Mixtapes) - Selfmade Records
- 2021: MC Rene - Irgendwas Stimmt (acht Tracks des Albums) - Krekpek Records